# Sorn Seavmey
Sorn Seavmey (Nom Pen, 14 de septiembre de 1995) es una deportista camboyana que compite en taekwondo. Ganó una medalla de oro en los Juegos Asiáticos de 2014, y una medalla de plata en el Campeonato Asiático de Taekwondo de 2016.

## Palmarés internacional
| Juegos Asiáticos    | Juegos Asiáticos        | Juegos Asiáticos | Juegos Asiáticos |
| Año                 | Lugar                   | Medalla          | Categoría        |
| ------------------- | ----------------------- | ---------------- | ---------------- |
| 2014                | Incheon (Corea del Sur) | Medalla de oro   | –73 kg           |
| Campeonato Asiático |                         |                  |                  |
| Año                 | Lugar                   | Medalla          | Categoría        |
| 2016                | Pásay (Filipinas)       | Medalla de plata | –73 kg           |